# Devon Energy Center (Oklahoma City)
Il Devon Energy Center (noto anche come Devon Tower ) è un grattacielo di 50 piani di Oklahoma City, in Oklahoma.

## Caratteristiche
Alto 257 metri e costruito tra il 2009 e il 2012 è il sessantasettesimo edificio più alto del Nord America e il più alto dello stato.
Devon World Headquarters LLC, una consociata della Devon Energy Corporation con sede a Oklahoma City, ha costruito il nuovo grattacielo per sostituire il loro ufficio aziendale esistente, che si trovava all'interno della Mid America Tower, così come altri spazi che la società stava affittando in numerosi edifici per uffici nel quartiere centrale degli affari . 
Il Devon Energy Center ha superato Chase Tower come l'edificio più alto di Oklahoma City il 10 marzo 2011. Il 17 maggio 2011 il Devon Energy Center è diventato l'edificio più alto di Oklahoma, sopra la Torre BOK di Tulsa.
La costruzione è iniziata il 6 ottobre 2009. Il 25 febbraio 2010 è stata installata la prima gru. La seconda gru è stata installata il 25 giugno 2010. Nel luglio 2010 la costruzione aveva raggiunto il livello della strada. Nel settembre 2010 la costruzione ha superato il decimo piano. A novembre,gli operai hanno iniziato a installare il vetro ai livelli inferiori della torre. Nel dicembre 2010 l'edificio ha raggiunto il 22 ° piano. Nel marzo 2011 il Devon Energy Centre ha raggiunto il 34 ° piano. Nel giugno 2011 l'edificio ha raggiunto il 46 ° piano. Il 5 luglio 2011 l'edificio ha raggiunto il 46 ° piano mentre il vetro ha raggiunto il 36 ° piano. 

L'edificio è stato strutturalmente completato il 21 settembre 2011. 

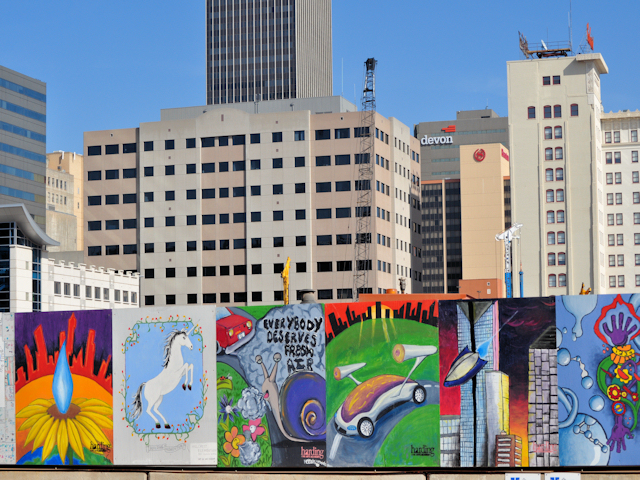
Cantiere febbraio 2010
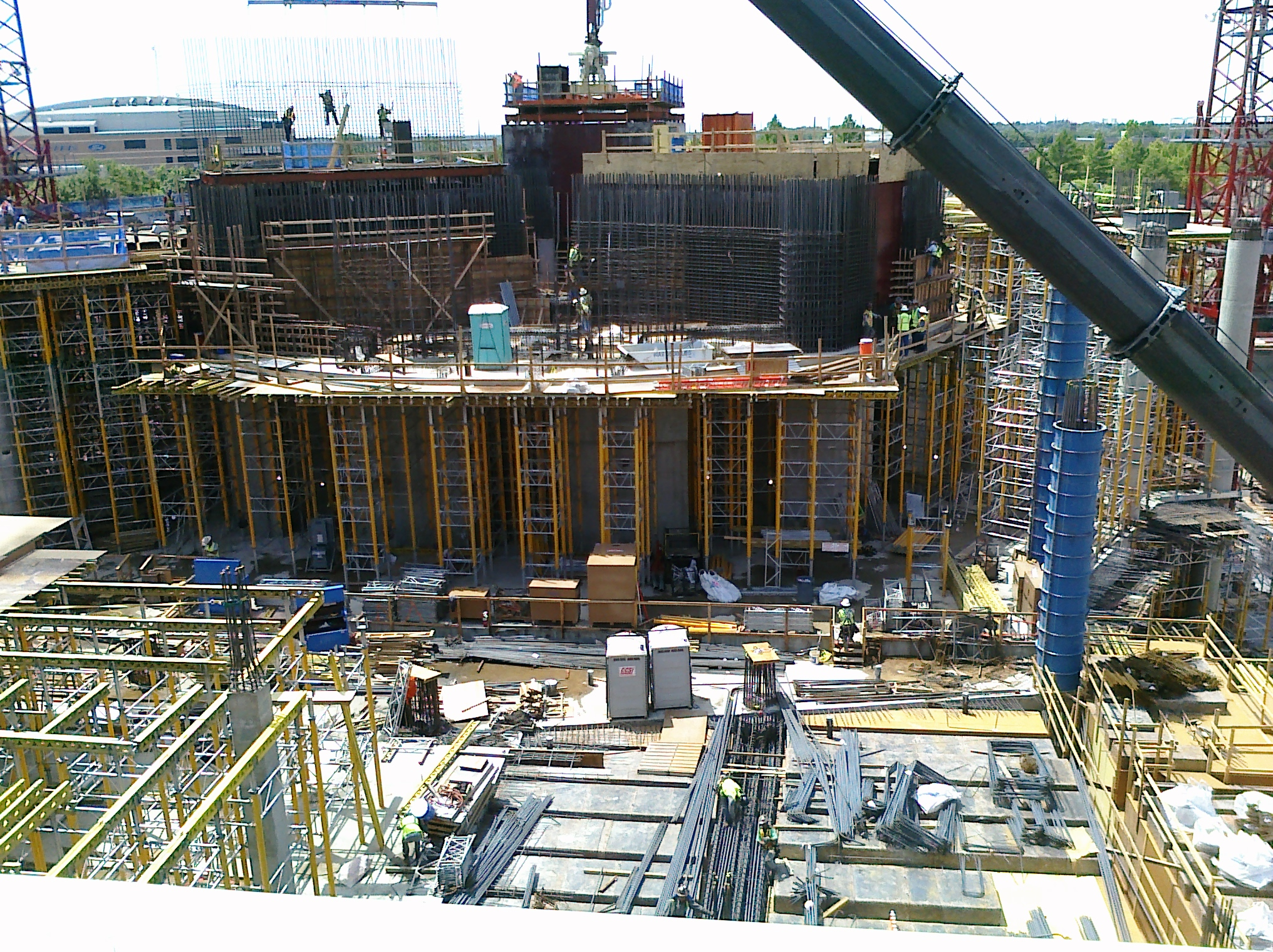
Giugno 2010
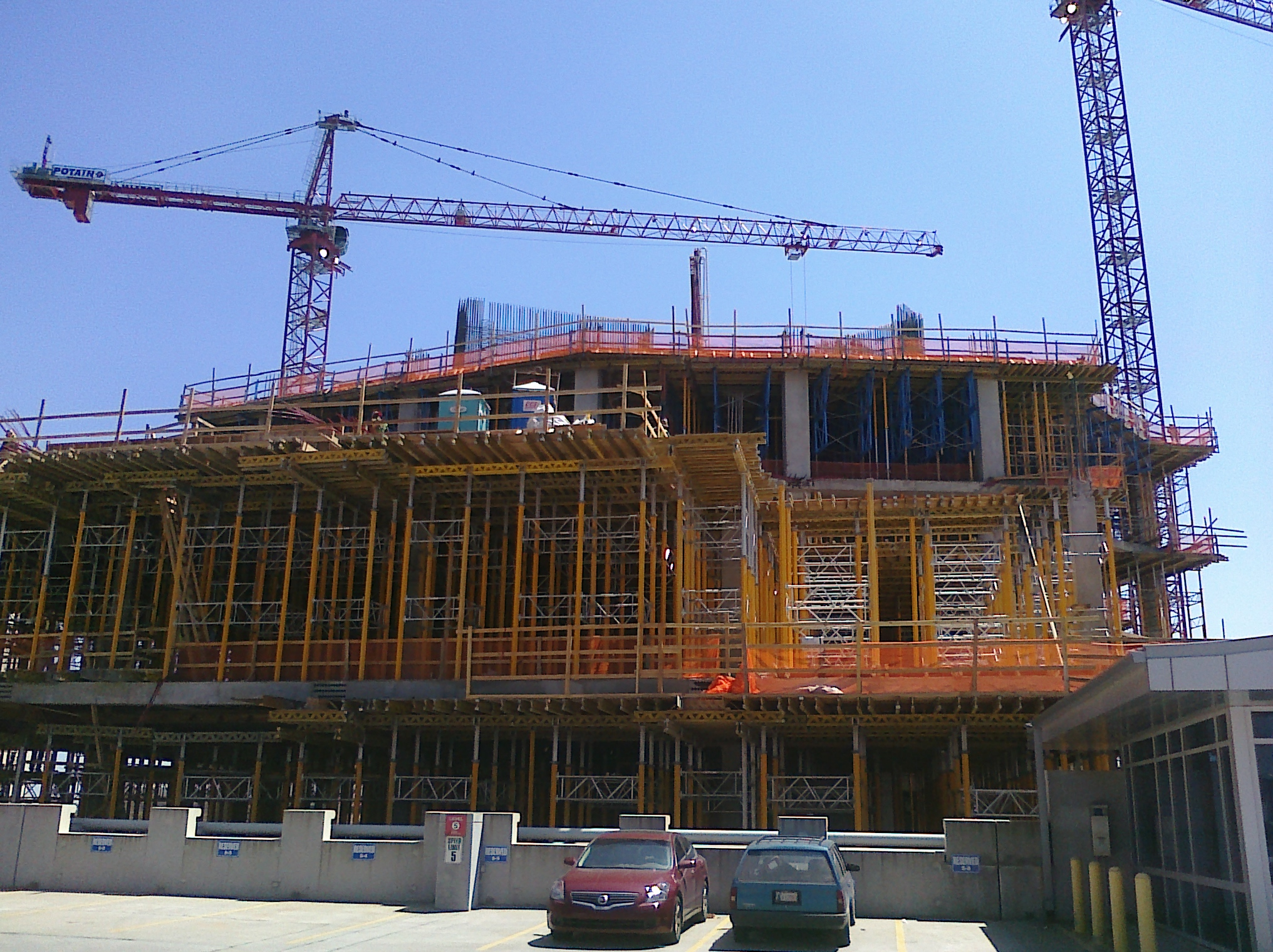
Agosto 2010
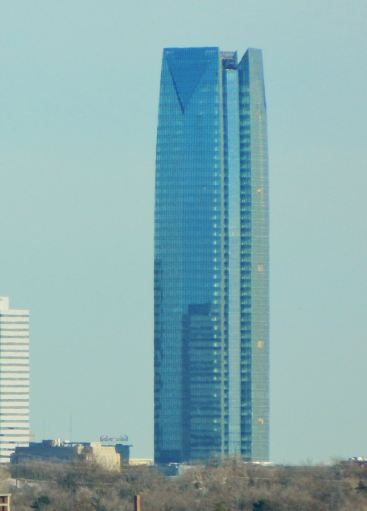
25 febbraio 2012